# 香港迪士尼樂園二期
香港迪士尼樂園二期是香港一個暫時已擱置興建的主題公園，選址為大嶼山竹篙灣。2000年華特迪士尼公司和香港政府簽訂一項認購權契約，讓香港國際主題樂園有限公司可以私人協約方式購買一幅香港迪士尼樂園以東用地（即竹篙灣地段7）以興建第二個國際主題公園。2020年香港政府決定不會延長上述認購權契約有效期，香港迪士尼樂園二期自此暫時擱置。

## 歷史

#### 2000年
- 9月25日 — 華特迪士尼公司和香港政府就竹篙灣地段7（香港迪士尼樂園二期預留用地）簽訂一項認購權契約，有效期為簽署協議日期起計20年。契約訂明二期預留用地地價為28.12億元（以1999年價格計算），並會因通脹按綜合消費物價指數調整。若在20年後認購權仍未行使或續期便會失效，不過香港國際主題樂園有限公司仍有兩次機會把認購權續期5年 — 第二次續期5年是附有條件，即入場人未達1,000萬人次目標水平但到達800萬人次的第二目的水平。雖然香港國際主題樂園有限公司享有二期預留用地認購權但只要與毗鄰香港迪士尼樂園發展互相協調，二期預留用地便可作各類暫時用途。[2]

#### 2007年
- 11月 — 時任商務及經濟發展局局長馬時亨指政府早已計劃並已預留土地擴建香港迪士尼樂園，表示若日後雙方均認同擴建方向正確政府都要注資 — 因香港政府不注資的話股權就會被華特迪士尼公司攤薄而失去大股東地位，香港政府仍希望香港迪士尼樂園是香港人擁有。至於注資額以至香港迪士尼樂園二期主題，就留待日後研究再作決定[3]

#### 2009年
- 4月 — 香港政府邀請公眾人士就香港迪士尼樂園度假區二期預留用地短期用途提交意向書以了解市場反應並按反應制定短期租約以進行招標，但最終無人遞交意向書[4] [5]

#### 2012年
- 6月 — 消息指香港政府希望就香港迪士尼樂園度假區興建第二個主題公園盡快與華特迪士尼公司展開商討，何時落實其中一個關鍵為財務安排[6]

#### 2013年
- 5月 — 因應上海迪士尼度假區最快於2015年開幕，消息指香港政府與華特迪士尼公司均認為要盡快展開商討香港迪士尼樂園二期以迎戰上海[6]
- 9月 — 華特迪士尼公司申請註冊「DISNEYSEA」為商標[7]

#### 2014年
- 2月 — 香港政府指因香港迪士尼樂園度假區營運理想而提早二期預留用地優先認購權到期日，但拒絕透露詳情[8]

#### 2015年
- 1月 — 2015年施政報告表示香港迪士尼樂園度假區業績漸入佳境，香港政府會與華特迪士尼公司就二期發展計劃展開商討
- 2月 — 2015至16財政年度政府財政預算案指香港政府將與華特迪士尼公司商討香港迪士尼樂園二期計劃，預計新園區佔地60公頃。新園區與香港迪士尼樂園相若，當中包括遊樂、酒店和購物設施。香港政府其後進行名為「香港迪士尼樂園度假區的第二階段發展計劃的財務顧問研究」[9]

#### 2016年
- 2月 — 消息指香港政府正與華特迪士尼公司商討香港迪士尼樂園二期，但華特迪士尼公司需約1年觀察香港迪士尼樂園度假區和上海迪士尼度假區業績才下決定[10]。香港政府則指香港迪士尼樂園二期發展討論涉及範圍廣泛，不想就時間表設「死線」[11]
- 11月 — 香港迪士尼樂園度假區公佈「新階段擴建計劃」，香港政府被問及為何是擴建香港迪士尼樂園而非發展香港迪士尼樂園二期時指「新階段擴建計劃」屬中短期計劃並期望完成後旅客有一定增長。屆時再視乎情況研究香港迪士尼樂園二期發展，香港政府重申香港迪士尼樂園二期單是平整土地便需兩至三年並強調推展新階段擴建計劃並不等同擱置香港迪士尼樂園二期[12]

#### 2017年
- 6月 - 可持續大嶼藍圖表示長遠會繼續探討香港迪士尼樂園度假區進一步發展

#### 2018年
- 4月 — 報導指香港政府與華特迪士尼公司於2019年按程序讓香港迪士尼樂園度假區二期預留用地認購權自動續期5年[13]

#### 2020年
- 9月 — 香港政府指考慮到現時經濟狀況，不會延長香港國際主題樂園有限公司所擁有購買香港迪士尼樂園二期預留用地的認購權有效期。香港政府認為香港國際主題樂園有限公司於未來數年集中發展及擴建現有度假區，而非於有關用地進行擴建是謹慎的做法[14]。華特迪士尼公司對香港政府有關決定表示極度失望，指過去15年一直堅守承諾致力投資於香港迪士尼樂園度假區以推動香港旅遊業發展而未來亦會繼續投入資金於「新階段擴建計劃」[15]
- 10月 — 香港政府指儘管香港迪士尼樂園度假區二期預留用地無需預留作擴建樂園之用，但其未來發展仍要符合相關分區計劃大綱圖和《限制性契約》所訂定的土地用途及發展要求。根據《大嶼山東北部分區計劃大綱圖》，有關土地現時劃作主題公園、度假酒店及相關用途。香港政府會以開放態度檢視用地的長遠規劃，如有需要會修訂法定規劃用途並與華特迪士尼公司商討更改《限制性契約》內的土地用途和建築物高度限制以善用這片土地